# William Lee
William Lee volt a kötőgép feltalálója. Az angliai Calvertonban (Nottinghamshire megye) született 1550‑1560 táján,  valószínűleg 1614-ben, feltehetőleg Párizsban hunyt el. (Születésének és halálának pontos helye és dátuma nem ismert, a források különböző és csak valószínű adatokat jelölnek meg.)

## Életpályája

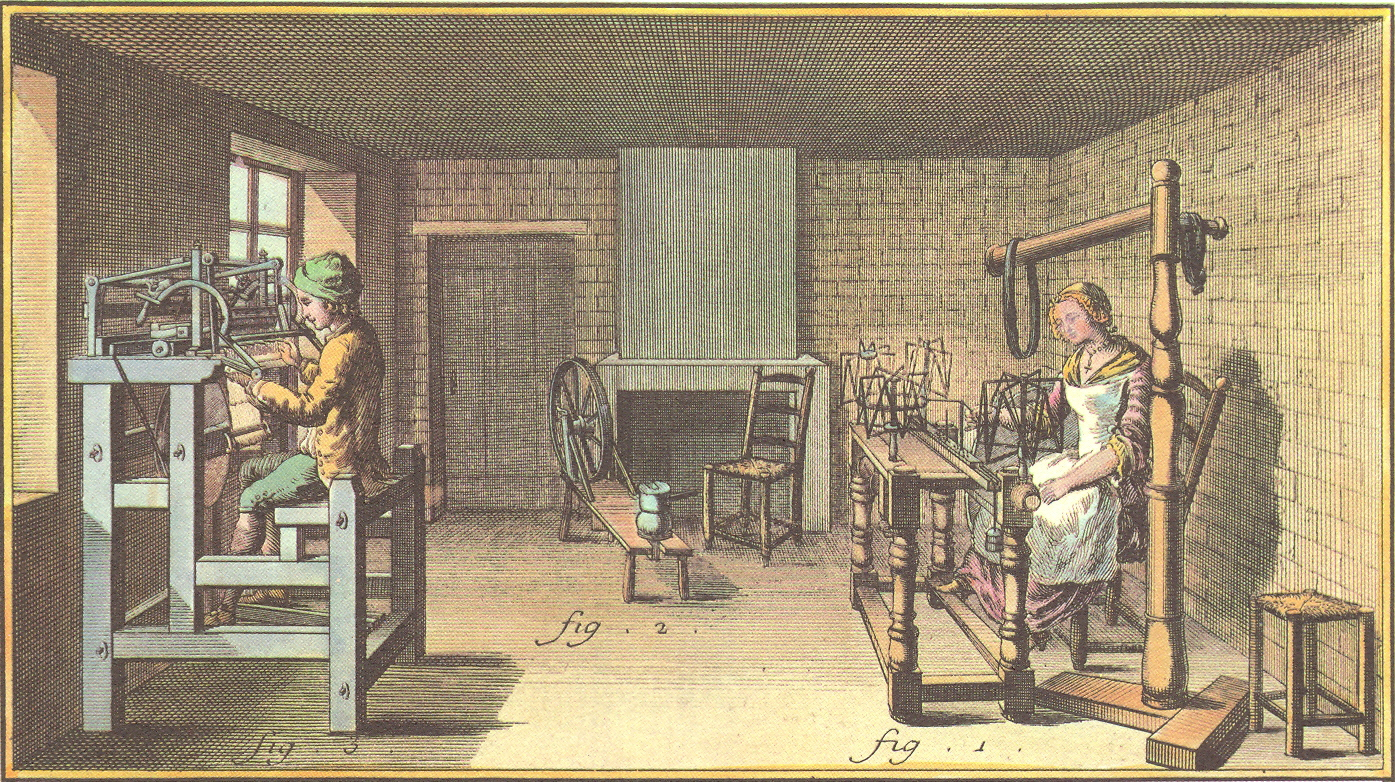
Kötőműhely ábrázolása Lee-féle kötőgéppel a Diderot-féle Francia Enciklopédiából (1763)

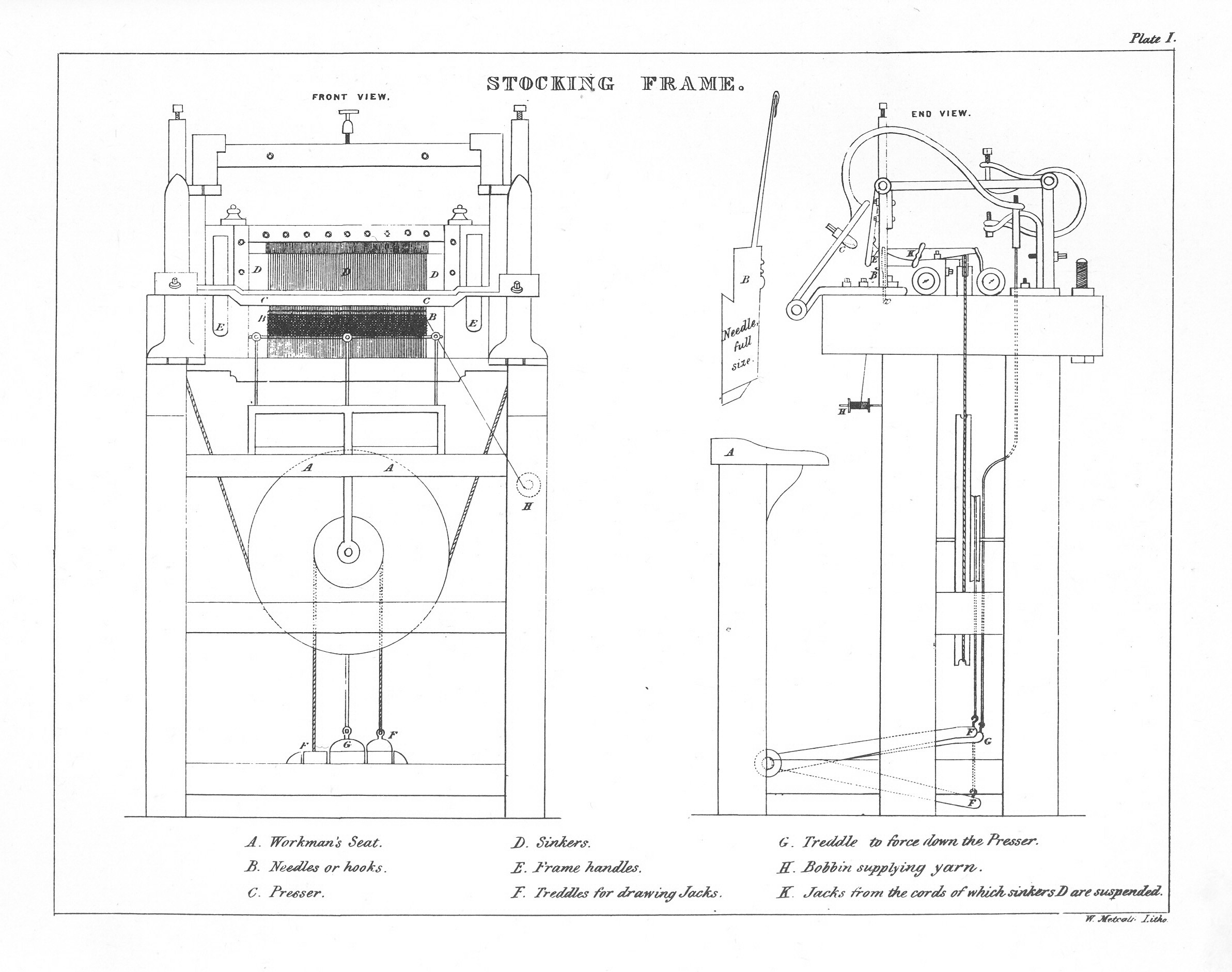
W. Lee kötőgépének műszaki rajza

Bár nincs rá bizonyíték, a hagyomány és a szakirodalom úgy tartja nyilván, hogy az angliai Calvertonban volt anglikán pap, aki menyasszonyának készítette el a világ első kötőgépét 1589-ben, hogy megkönnyítse annak munkáját a harisnyakötésben. 1600-ban társult George Brooke-kal és szerződésük értelmében 22 évig kellett volna együttműködniük a Lee által feltalált gép gyártásában. Lee 200, Brooke 500 fonttal szállt be a vállalkozásba. Brooke jó kapcsolatokkal rendelkező ember volt, aki jelentős támasza lehetett volna Lee-nek, de 1603-ban hazaárulás vádjával elítélték és kivégezték. I. Erzsébet királynő elutasította Lee kérelmét találmánya támogatására.
Lee 1608-ban elhagyta Calvertont és Londonba ment, ahol felvetette magát a Szövő Céhbe, azzal a céllal, hogy selyemharisnyákat gyártson gépével. 2 font belépési díjat fizetett és további 1 font megfizetésére kötelezte magát, ha gépet állít üzembe. Mivel azonban a céh könyveiben nincs nyoma annak, hogy ezt az 1 fontot megfizette volna, úgy tűnik, nehézségei voltak találmányának elhelyezésében. Ebben közrejátszhatott az I. Erzsébetet követő uralkodó, I. Jakab elutasító magatartása, a londoniak érdektelensége és Lee járatlansága az üzleti életben egyaránt. 1612-ben átköltözött a franciaországi Rouenbe és Pierre de Caux-val közösen alapított vállalatot, ahol selyemből és gyapjúból harisnyákat szándékoztak gyártani a Lee által hozott gépeken. Lee kilenc szakmunkást telepített át Franciaországba és az iratok szerint az üzem 1615-ben még működött, bár arról nem szólnak a dokumentumok, hogy Lee még életében nagyobb sikereket könyvelhetett el találmányával és annak hasznosításával. Halála után a vele érkezett 9 szakmunkás kettő kivételével visszatért hazájába és Lee gépeit egy kivételével visszaszállították Angliába. Testvére, James Lee, aki valószínűleg egyébként is nagy segítségére volt a feltalálónak a konstrukció kivitelezésében, Londonban rendezett be üzemet ezekkel a gépekkel, 1620 körül megalapozva ezzel a londoni harisnyaipart.

## Külső hivatkozások
- William Lee életrajza
- William Lee, a kötőgép feltalálója
- Lázár Károly: Lee-rendszerű kötőgép a budapesti Textilmúzeumban